# Лясакі (Сілезьке воєводство)
Лясакі (пол. Lasaki, нім. Lassoky) — село в Польщі, у гміні Рудник Рациборського повіту Сілезького воєводства.
Населення — 181 особа (2011).
У 1975-1998 роках село належало до Катовицького воєводства.

## Демографія
Демографічна структура станом на 31 березня 2011 року:
|          | Загалом | Допрацездатний вік | Працездатний вік | Постпрацездатний вік |
| -------- | ------- | ------------------ | ---------------- | -------------------- |
| Чоловіки | 84      | 17                 | 54               | 13                   |
| Жінки    | 97      | 16                 | 54               | 27                   |
| Разом    | 181     | 33                 | 108              | 40                   |